# Streblus
Die Pflanzengattung Streblus gehört zur Familie der Maulbeergewächse (Moraceae).

## Beschreibung

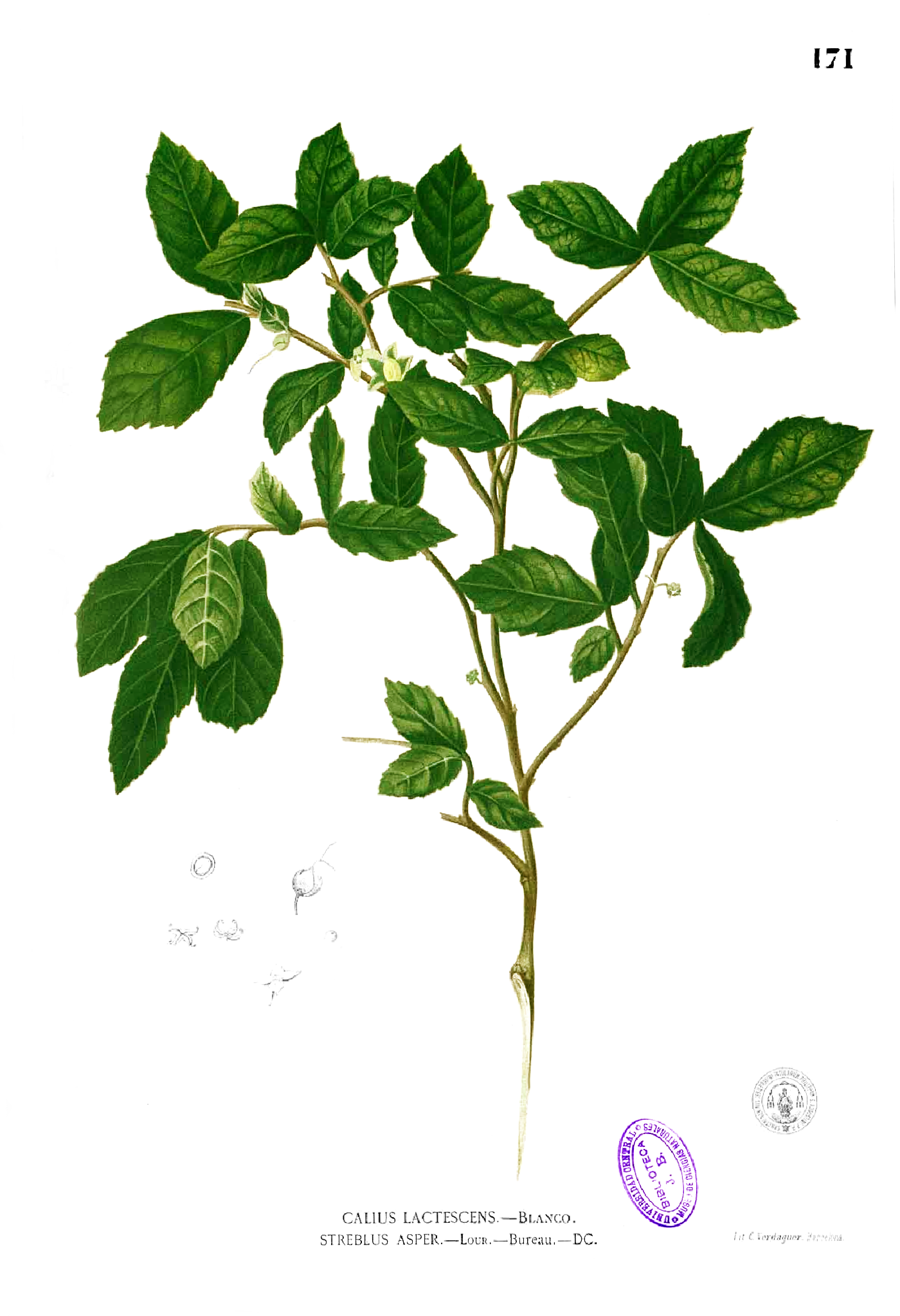
Illustration von Streblus asper

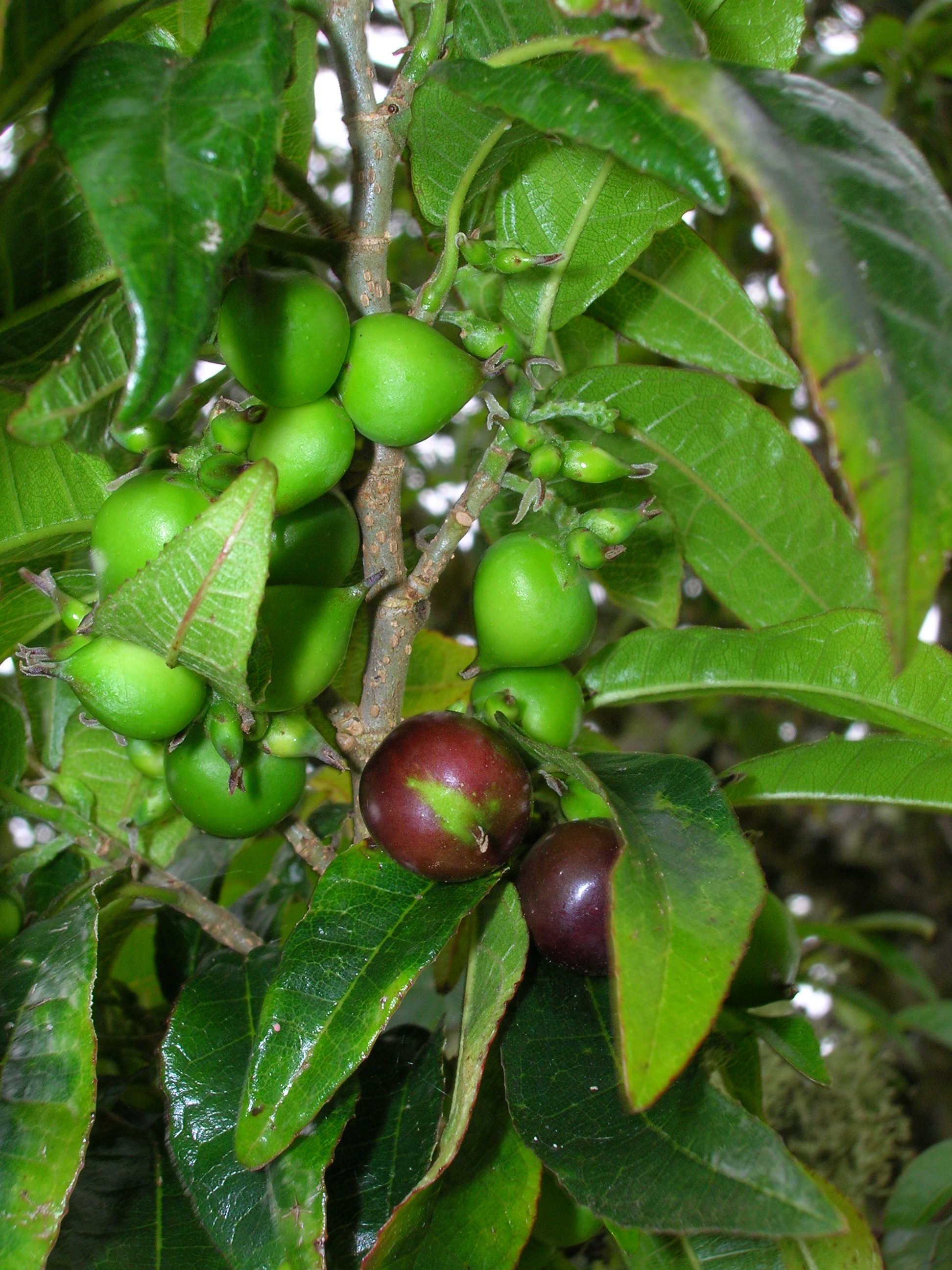
Zweig mit Laubblättern und Früchten von Streblus pendulinus

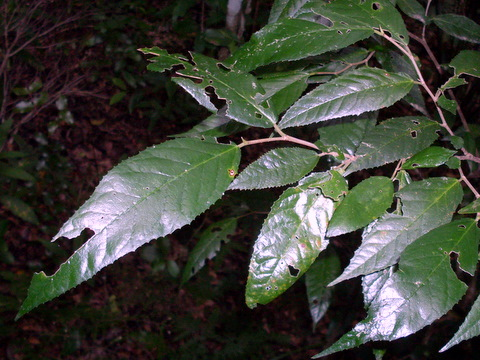
Zweig mit Laubblättern von Streblus brunonianus mit gezähntem Blattrand

### Erscheinungsbild und Blätter
Streblus-Arten wachsen als Sträucher oder meist als Bäume. Sie enthalten Milchsaft und riechen oft. Manche Arten besitzen blattachselständige Sprossdornen.
Die wechselständig und zweizeilig an den Zweigen angeordneten Laubblätter sind kurz gestielt. Die einfache Blattspreite ist fiedernervig. Auf beiden Blattflächen können Cystolithen vorhanden sein. Der Blattrand ist ganz oder gezähnt. Die zwei seitlichen bis mehr oder weniger stängelumfassenden Nebenblätter sind frei oder verwachsen und fallen früh ab.

### Blütenstände und Blüten
Streblus-Arten sind einhäusig (monözisch) oder zweihäusig (diözisch) getrenntgeschlechtig.
Die männlichen Blütenstände stehen seitenständig auf einem Blütenstandsschaft und sind mehr oder weniger kopfig, traubig oder ährig. Manchmal befindet sich in einem Blütenstand eine einzige weibliche Blüte, die von vielen männlichen Blüten umgeben ist. Weibliche Blüten stehen aber meist einzeln in den Blattachseln. Bei den männlichen Blüten sind die meist vier (selten drei oder fünf) Kelchblätter frei oder höchstens an ihrer Basis verwachsen und die meist vier (selten drei oder fünf) Staubblätter sind in der Blütenknospe nach innen gebogen; die Staubbeutel sind klein, nierenförmig und nach außen gebogen. Bei den weiblichen Blüten sind die vier Kelchblätter frei oder verwachsen, der oberständige, an seiner Basis dicke sowie fleischige Fruchtknoten ist gerade bis schräg-eiförmig und der Griffel besitzt zwei Griffeläste.

### Früchte und Samen
Die Steinfrüchte sind nicht in einem Fruchtverband vereinigt, das unterscheidet sie von vielen anderen Gattungen dieser Familie. Die freien, kugeligen Steinfrüchte öffnen sich bei Reife oder bleiben geschlossen und sie können vom etwas vergrößerten, oft basal an einer Seite fleischigen Kelch umhüllt sein. Die relativ großen, kugeligen Samen sind von einem häutigen Endokarp umhüllt; sie können ein Endosperm enthalten und der Embryo besitzt zwei ungleiche Keimblätter (Kotyledonen).

## Systematik und Verbreitung
Streblus-Arten gibt es im tropischen and subtropischen Asien, in Australien (zwei Arten in Queensland und New South Wales), Afrika und Madagaskar (zwei Arten). Sieben Arten gibt es in China.
Die Gattung Streblus wurde 1790 durch João de Loureiro in Flora Cochinchinensis, Volume 2, S. 599, 614–615, 754 aufgestellt. Typusart ist Streblus asper Lour. Synonyme für Streblus Lour. sind: Ampalis Bojer ex Bureau, Calius Blanco, Chevalierodendron J.-F.Leroy, Dimerocarpus Gagnep., Diplocos Bureau, Diplothorax Gagnep., Epicarpurus Blume, Neosloetiopsis Engl., Pachytrophe Bureau, Paratrophis Blume, Phyllochlamys Bureau, Pseudomorus Bureau, Pseudostreblus Bureau, Pseudostrophis T.Durand & B.D.Jacks., Pseudotrophis Warb., Sloetia Teijsm. & Binn. ex Kurz, Sloetiopsis Engl., Taxotrophis Blume, Teonongia Stapf, Uromorus Bureau.
Die Gattung Streblus gehört zur Tribus Moreae innerhalb der Familie der Moraceae.
Es gibt etwa 22 Streblus-Arten (Auswahl):
- Streblus asper Lour.: Südliches China bis tropisches Asien.[5]
- Streblus brunonianus (Endl.) F.Muell.
- Streblus dimepate (Bureau) C.C.Berg: Madagaskar.[5]
- Streblus ilicifolius (Vidal) Corner: Sie kommt in Indien, Bangladesch, Indonesien, auf den Philippinen, in Thailand, Malaysia, Myanmar, Vietnam und in China vor.[2]
- Streblus indicus (Bureau) Corner: Sie kommt in Indien, Thailand und in China vor.[2]
- Streblus macrophyllus Blume: Sie kommt in Malaysia, Indonesien, auf den Philippinen, in Vietnam und in China vor.[2]
- Streblus mauritianus (Jacq.) Blume: Madagaskar.[5][1]
- Streblus pendulinus (Endl.) F.Muell.: Östliches Neuguinea bis östliches Australien, Neukaledonien und Inseln im Pazifik.[5]
- Streblus smithii (Cheesman) Corner: Neuseeland.[5]
- Streblus taxoides (Roth) Kurz: Sie kommt in Indien, Indonesien, Malaysia, auf den Philippinen, in Sri Lanka, Thailand, Vietnam und auf Hainan vor.[2]
- Streblus tonkinensis (Dubard & Eberh.) Corner: Sie kommt im nördlichen Vietnam und in China vor.[2]
- Streblus usambarensis (Engl.) C.C.Berg[6]
- Streblus zeylanicus (Thwaites) Kurz: Sie kommt in Indien, Myanmar, Sri Lanka, Vietnam, auf Hainan und in Yunnan vor.[2]

## Nutzung
Genutzt wird beispielsweise Streblus asper.